# Barbara Hendricks
Barbara Hendricks, ameriška sopranistka in borka za človekove pravice, * 20. november 1948, Stephens, Arkansas, ZDA.
Barbara Hendricks je pri dvajsetih diplomirala iz matematike in kemije na Univerzi v Nebraski. Nato je na newyorški glasbeni šoli Juilliard študirala petje in diplomirala v razredu mezzosopranistke Jennie Tourel, mojstrske tečaje pa je obiskovala pri slavni Mariji Callas. Hendricksova je kot operna pevka debitirala leta 1974. V času svoje kariere je nastopila na vseh pomembnejših opernih odrih po svetu, v Pariški operi, v Metropolitanski operi, v Kraljevi operni hiši Covent Garden in v milanski Scali. Kot Suzana v operi Figarova svatba je debitirala v Berlinu, na Dunaju, v Hamburgu in Münchnu. S to vlogo je sodelovala tudi pri zadnjih uprizoritvah, ki jim je dirigiral Karl Böhm. Njen repertoar obsega več kot dvajset opernih vlog, od Pamine (Čarobna piščal) in Ilie (Idomeneo), Antonie (Hofmanove pripovedke), Micaele (Carmen), Massenjeve Manon, Gounodove Julija in Debussyjeve Mélisande, do italijanskih mojstrovin (Liù v operi Turandot in Gilde v Rigolettu). Leta 1998 je na zgodovinski premieri Puccinijeve opere Turandot v pekingškem Prepovedanem mestu pod dirigentskim vodstvom Zubina Mehte nastopila v vlogi Liù. Sodelovala je takorekoč z vsemi vodilnimi dirigenti našega časa. Leta 1977 se je podala na koncertno turnejo s Herbertom von Karajanom, leta 1985 z Leonardom Bernsteinom, z Georgom Soltijem je krstno izvedla delo sodobnega francoskega skladatelja Amyja Gilberta, Un Espace Déployé. Z Zubinom Mehto je sodelovala pri prvi ameriški izvedbi skladbe Dies Irae Krzysztofa Pendereckega. Leta 1996 je pod vodstvom Lorina Maazela krstno izvedla skladbo Tobiasa Pickerja, The Rain in the Trees. Med njene pomembnejše krstne izvedbe del sodobnih ustvarjalcev sodi tudi l’Abbé Agathon estonskega skladatelja Arva Pärta, za sopran in osem violončel. 
Barbara Hendricks je poleg medijske slave, ki jo prinašajo izvedbe opernih in koncertnih del, pridobila svetovni ugled tudi kot ena najuspešnejših pevk komorne glasbe in samospevov. Njen repertoar na tem področju obsega ogromno število nemških pesmi, pa tudi francoskih, ameriških in skandinavskih. Med najbolj znane pianiste, s katerimi sodeluje, sodijo Dmitrij Aleksejev, Yefim Bronfman, Radu Lupu, Maria Joao Pires, Andras Schiff in Peter Serkin. Hendricksova je nastopila tudi v filmski uprizoritvi opere La Boheme, v vlogi Mimi, leta 1994 pa je nastopila v mednarodno nagrajeni filmski upodobitvi opere Igorja Stravinskega, Življenje nekega razuzdanca, v vlogi Anne Truelove. Odlikuje se tudi kot jazzovska pevka. Na tem področju je debitirala v okviru jazzovskega festivala v Montreuxu leta 1994, odtlej pa nastopa na vseh pomembnejših jazzovskih festivalih po svetu. 
Hendricksova je velik del svojega življenja posvetila begunski problematiki in je dolgoletna sodelavka Urada Združenih narodov za pomoč beguncem (UNCHR), ki ji je podelil odlikovanje častnega doživljenjskega ambasadorja te organizacije. Od leta 2000 je članica sveta Fundacije za izobraževanje beguncev (Refugee Education Trust – RET), ki se zavzema za po-osnovnošolsko izobrazbo begunske mladine po vsem svetu. V letih 1991 in 1993 je Hendricksova nastopila na dveh koncertih na jugoslovanskih vojnih območjih v Dubrovniku in Sarajevu. Leta 1998 je osnovala »Fundacijo Barbare Hendricks« za mir in spravo. Leta 2001 je na povabilo nobelovega nagrajenca Kofija Annana nastopila na podelitvi Nobelovih nagrad v Oslu. Maja 2002 je nastopila na proslavi ob dnevu neodvisnosti v Vzhodnem Timorju. Za svoje umetniško in humanitarno delo je prejela vrsto nagrad in priznanj; številne univerze so ji podelile tudi častni doktorat. Z možem in s tremi otroki živi na Švedskem.